# Hans Bellmer
Hans Bellmer (n. 13 martie 1902, Katowice, Polonia – d. 24 februarie 1975, Paris, Région parisienne, Franța) a fost un artist plastică de origine germană, gravor și fotograf, foarte cunoscut pentru păpușile în mărime naturală, ce evocau fetele în perioada pubertății, produse pe la mijlocul anilor 1930. Istoricii artei și fotografiei l-au considerat ca fiind un fotograf și artist plastic suprarealist.

## Biografie
Bellmer s-a născut în orașul Kattowitz, la acel moment oraș al Imperiului German (acum Katowice, Polonia). Până în anul 1926, acesta lucrase ca desenator la propria companie de publicitate, unde își inițiase proiectul cu păpuși ca mijloc de opoziție a fascismului impus de Partidul Nazist, declarând că el nu va iniția lucrări menite să ofere sprijin noului stat german. Fiind reprezentate de forme mutante și poziții neconvenționale, păpușile acestuia au fost direcționate direct spre cultul corpului perfect care era intensificat în Germania. Bellmer a fost influențat în arta sa de către lucrările publicate ale lui Oskar Kokoschka (Der Fetisch, 1925).

Schiţă pentru seriile
"Die Puppe", 1932

Proiectul lui Bellmer este de asemenea analizat din prisma evenimentelor din viața personală, inclusiv întâlnirea unei tinere verișoare pe nume Ursula în anul 1932 (și probabil multe alte frumuseți inaccesibile), participarea la spectacolul bazat pe Poveștile lui Hoffman de Jacques Offenbach (în care un bărbat se îndrăgostește în mod tragic de o păpușă mecanică) și primirea unei cutii cu jucăriile lui vechi.
După aceste evenimente, Hans a început să construiască primele sale manechine. Lucrările lui Bellmer constau în sexualizarea explicită a unei păpuși ca o tânără fată. Acesta incorporase principiul articulației în bilă, fiind inspirate de o pereche de păpuși de lemn articulate din Muzeul Kaiser Friedrich.
În anul 1935 vizitează Parisul și realizează contacte cu persoane precum Paul Éluard, însă se întoarce la Berlin deoarece soția sa Margarete era pe moarte din cauza tuberculozei.

### Lucrări
Cartea lui Bellmer, lansată anonim în anul 1934, Păpușa (Die Puppe), produsă și publicată privat în Germania, conține 10 fotografii alb-negru al primei păpuși ale acestuia, într-o serie de "tableaux vivants"(poze vii). Cartea nu i-a acordat credit, acesta lucrând izolat, iar fotografiile acestuia au rămas aproape necunoscute în Germania. Cu toate acestea, munca lui Hans Bellmer a fost declarată ca fiind „degenerată” de către Partidul Nazist, și a fost forțat să părăsească Germania și să se stabilească în Franța în anul 1938. Munca acestuia a fost bine venită în arta pariziană, în special de către suprarealiști, în frunte cu André Breton, datorită referințelor la adresa frumuseții feminine și a sexualizării formei tinere.

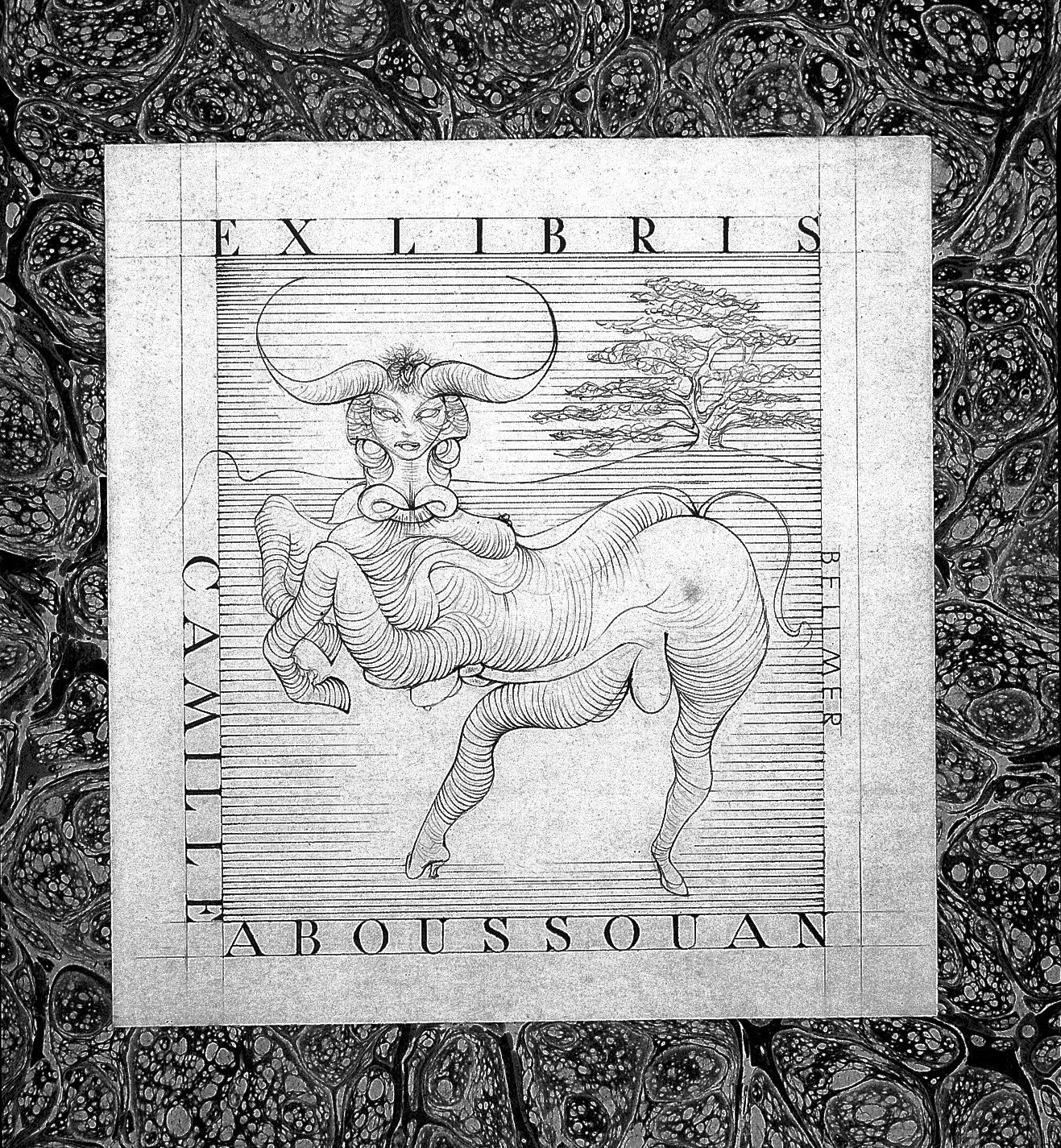
Minotaur hermafrodit - Hans Bellmer

Fotografiile sale au fost publicate în jurnalul suprarealist Minotaure, 5 decembrie 1934 sub titlul "Poupée, variations sur le montage d'une mineure articulée" (Papusa, variațiuni despre montajul unui minor articulat).

## Prizonierat
A fost încarcerat în închisoarea Camp des Milles la Aix-en-Provence, o tabără  de zidărie pentru naționaliștii germani, din septembrie 1939 până la sfârșitul Războiului Phoney din mai 1940.
După război, Ballmer trăiește pentru tot restul vieții sale la Paris. Renunță la fabricarea păpușilor, folosindu-și restul timpulului pictând tablouri cu tenta erotică, realizând gravuri, fotografii cu sexualitate explicită și imprimări ale fetelor pubescente. În 1954 o întâlnește pe Unica Zürn, care îi va deveni companion (până în momentul sinuciderii sale în anul 1970). Și-a continuat munca în anii 1960.